# San Pedro Garza García
San Pedro Garza García egy város Mexikó Új-León államának nyugati részén, a monterreyi agglomeráció részét képezi. 2010-ben lakossága meghaladta a 122 000 főt.

## Földrajz
A város Mexikó északkeleti, Új-León állam nyugati részén található, a Keleti-Sierra Madre hegyeinek lábánál. Az éves átlaghőmérséklet 22 °C, de a magasságtól függően ez több fokot is változhat. A településen halad át két jelentős országos főút, a 40-es és a 85-ös. 1998-ban adták át a várost Monterreyjel összekötő, 532 méter hosszú Loma Larga alagutat, és szintén Monterreybe vezet a Santa Catarina folyó fölött átívelő Puente de la Unidad híd is.

## Népesség
A település népessége a közelmúltban általában növekedett:
| Év   | Lakosság |
| ---- | -------- |
| 1990 | 113 017  |
| 1995 | 120 868  |
| 2000 | 125 945  |
| 2005 | 121 977  |
| 2010 | 122 627  |

## Története
A szomszédos Monterrey alapítása után alig két hónappal, 1596. november 20-án Diego de Montemayor földadományán létrejött a Nogales (Estancia de los Nogales) nevű tanya, amely 1725 táján már mint San Pedro de los Nogales volt ismert. Ekkor azonban még nem volt jelentős település, lakossága is kicsi volt, és a monterreyi városvezetéstől függött. 1883-ban létrejött a születő község első önkormányzata, méghozzá a közeli Santa Catarinából származó, de itt földbirtokkal rendelkező Natividad García Morales elnökletével. Az önkormányzat ünnepélyes megalakulásán részt vett Monterrey polgármestere, Rafael Sepúlveda is. A várost ekkor egyszerűen Garza Garcíának nevezték: ezt a nevet Genaro Garza García kormányzó tiszteletére kapta, mivel ő volt az, aki 1882-ben villa rangra emelte a települést.
A következő évtizedeket a fejlődés jellemezte (bár 1909-ben a Santa Catarina folyó áradása súlyos károkat okozott): 1894-ben építették ki a telefonkapcsolatot Monterreyjel, 1933-ban bekapcsolódtak az agglomeráció tömegközlekedési hálózatába, egy évvel később pedig megépült a Saltillo felé vezető út egy új szakasza. 1947-ben avatták fel az első nagy hidat, amely a Colonia del Valle városrészt összeköti Monterrey központjával. Az 1950-es években a város csatornáiban folyó, a környező földek öntözésére használt vizet vezetékrendszerbe terelték, és Monterrey ellátására kezdték hasznosítani, így a földek lassacskán elvesztették termőképességüket és ezáltal értéküket is. Garza Garcíát 1960-ban hivatalosan is az agglomeráció részévé nyilvánították, majd 1987-ben a város neve kiegészült a 18. században egyszer már használatban levő San Pedro névvel. 1988-ban a Gilbert hurrikán újabb áradást okozott a Santa Catarina folyón, ez pedig ismét károkat okozott a városban.

## Turizmus, látnivalók
A város nem számít fontos turisztikai célpontnak, de néhány látnivalója azért van: 19. századi lakóházak éppúgy megtalálhatók benne, mint felhőkarcolók, köztük a 2017-ben felavatott Torre KOI, amely közel 280 méteres magasságával avatásakor egész Mexikó legmagasabb épülete volt. Szintén építészeti értéket képvisel a Guadalupei Szűzanya-templom és az egykori börtön, amely később a községi elnökség épületének részévé vált. Emlékművei, szobrai között megtalálható az 1979-ben felavatott La Alianza, a Cerámica Regiomontana társaság emlékműve, egy zászlóemlékmű, a Függetlenség Angyala, egy vadászó Diána-szobor, valamint Benito Juárez és Venustiano Carranza emlékművei.
Két múzeuma is van: az egyik a négy szintes, 3000 m²-es Alfa kulturális központhoz tartozik, a másik, a Museo El Centenario a régi városlakók életét mutatja be, valamint időszakos kiállítások megrendezésére szolgáló termekkel is rendelkezik. A város rendezvényei többnyire a vallási ünnepekhez kötődnek, de tartalmuk nem feltétlenül vallási: a június második felében rendezett, Szent Péter és Szent Pál tiszteletére tartott fesztivál programjában számos kulturális esemény, játékok, kiállítások és tűzijáték is szerepel. San Perdo Garza Garcíában épült fel a világ negyedik, Latin-Amerika első IMAX-mozija. Ennek félgömb alakú vetítővászna 40 méter átmérőjű.

## Képek

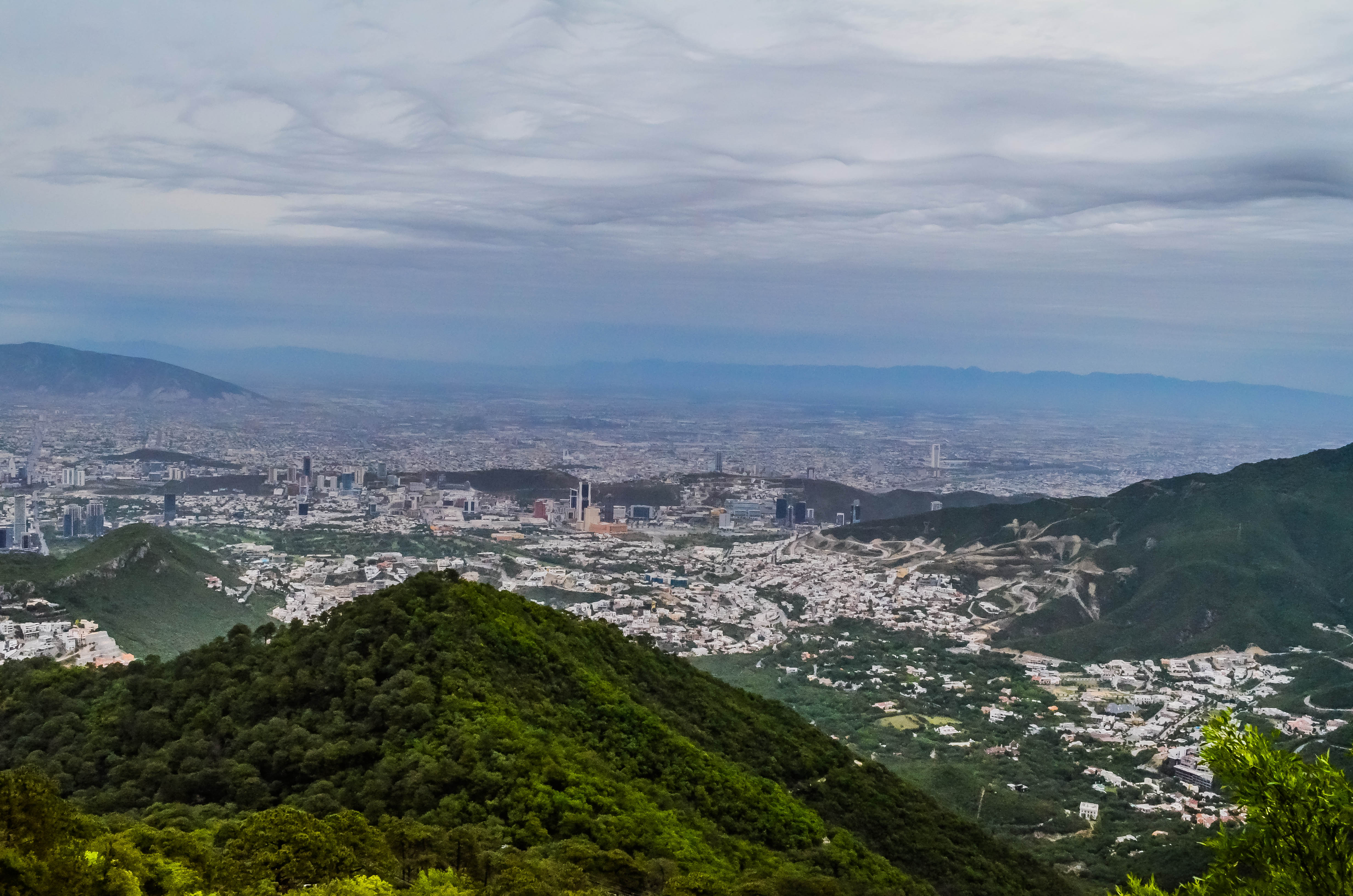
Látkép
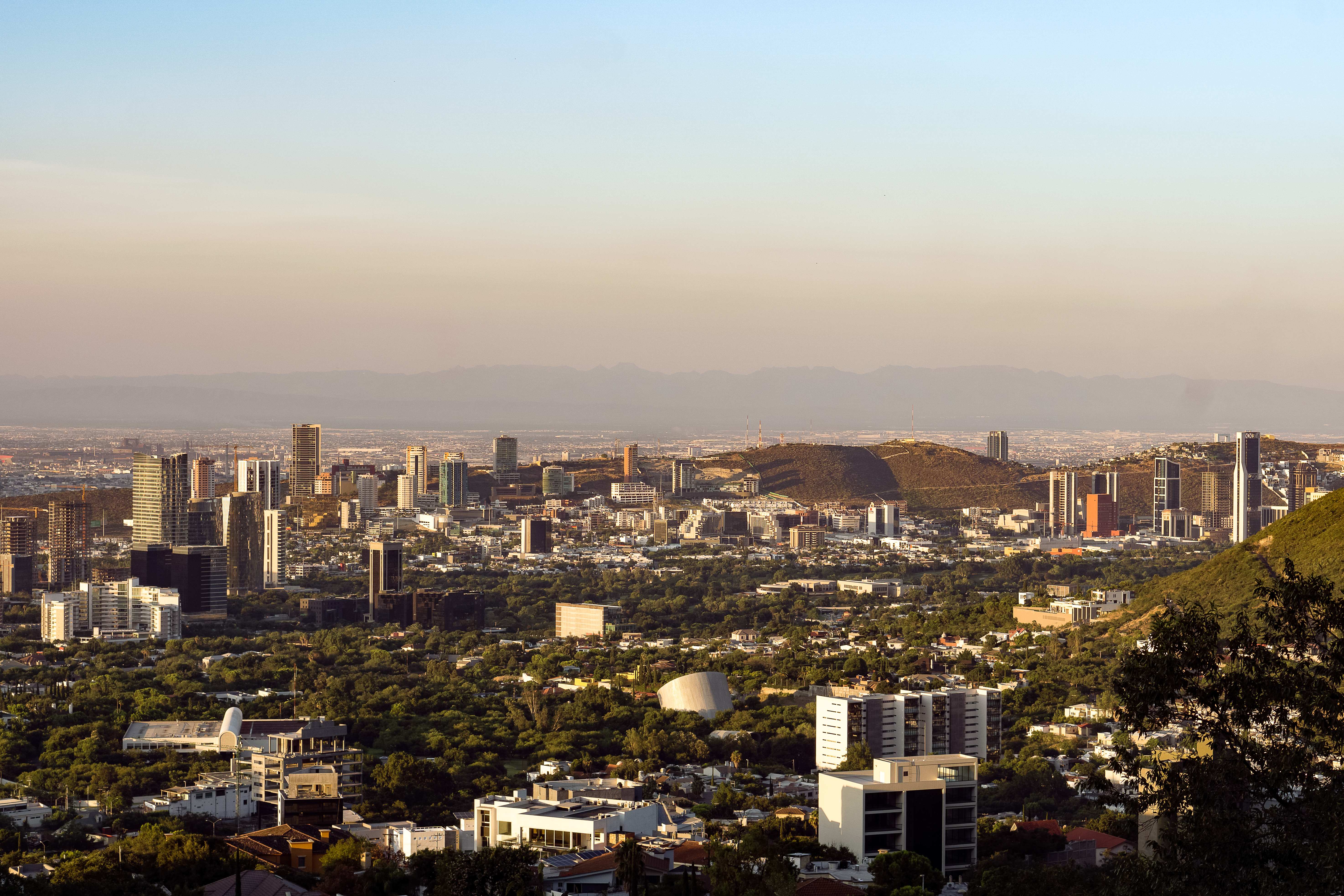
Városkép
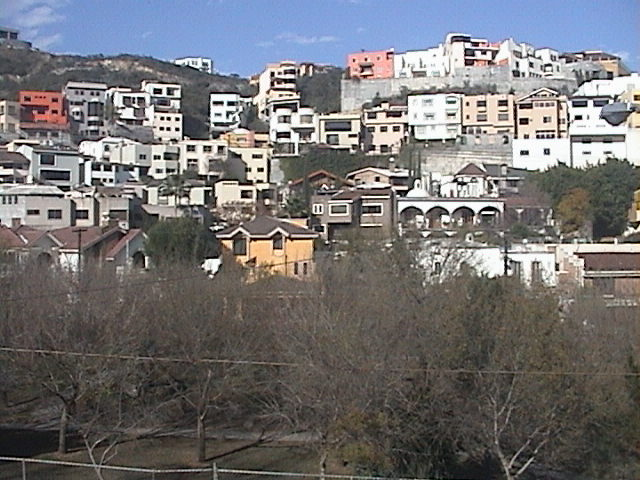
A Los Colorines városrészt
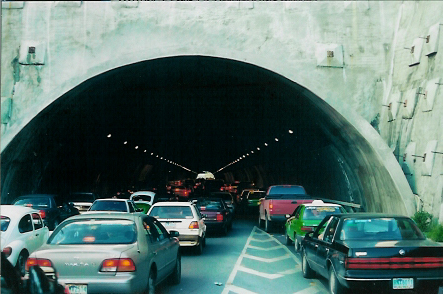
A Loma Larga alagút bejárata